# La cáscara (película)
La cáscara es una película uruguaya de 2007, en coproducción con Argentina y España. Dirigida por Carlos Ameglio, es una comedia negra con referencias al cine fantástico de los años cuarenta y está protagonizada por Juan Manuel Alari, Martín Voss, Horacio Marassi y Walter Reyno.

## Sinopsis
Tras la muerte de un creativo publicitario, un antiguo compañero toma su lugar, haciendo suyas las ideas del fallecido.

## Premios
- Festival de Cine de Bogotá (2007): premio de la crítica.
- Festival Internacional de Cine Independiente de Nueva York (2007): mejor fotografía.
- Festival Internacional de Cine de Leipzig (2008): mejor película.
- Festival de Cine de Aarhus, Dinamarca (2008): mejor película.[1]